# Fragmenta Editorial
Fragmenta Editorial és una editorial catalana nascuda a Barcelona l'any 2007 de la mà d'Ignasi Moreta, doctor en Humanitats i professor de la Universitat Pompeu Fabra, i l'arquitecta portuguesa Inês Castel-Branco, amb l'objectiu de posar a l'abast del gran públic les grans obres de la literatura religiosa i espiritual de la humanitat, juntament amb els estudis realitzats en aquest camp. L'editorial publica llibres clàssics i d'assaig en l'àmbit de les religions des d'una perspectiva no confessional.
Dins el seu catàleg destaca la col·lecció Opera Omnia Raimon Panikkar, actualment en curs, que reunirà les obres completes del pensador català Raimon Panikkar (entre el 2009 i el 2021 han aparegut 12 dels 18 volums previstos). També ha introduït al català i al castellà l'obra de la psicoanalista francesa Marie Balmary. A maig de 2022, completen el catàleg les col·leccions Assaig amb 70 volums, Introduccions (petites monografies sobre els grans temes de la humanitat) amb 8 volums, Sagrats i Clàssics (que pretén acollir les millors obres de literatura espiritual traduïdes de la llengua original) amb 11 volums, Biblioteca de Pensament Contemporani (que aplega obres representatives de grans pensadors del segle XX ençà) amb 3 volums i Fragmentos (dedicada a publicar textos clàssics i d'assaig en castellà) amb 80 volums. Des del 2015 l'editorial disposa també de tres col·leccions de llibres per a infants en català, castellà i portuguès. Ha organitzat tres edicions del Fòrum Fragmenta (2012, 2014 i 2017) una trobada amb lectors i autors de l'editorial.
L'any 2012, la Cambra del Llibre de Catalunya va reconèixer la tasca de l'editorial amb la concessió a Ignasi Moreta del premi Memorial Ferran Lara a un jove emprenedor del sector del llibre.
A la primavera de 2020, Fragmenta va fer-se càrrec de l'edició de la revista Dialogal, mantenint Clara Fons Duocastella a la direcció i incorporant l'escriptora Anna Punsoda com a editora de la publicació.